# Kelurahan Jingglong (administrativ by i Indonesien, lat -7,86, long 111,46)
Kelurahan Jingglong är en administrativ by i Indonesien.   Den ligger i provinsen Jawa Timur, i den västra delen av landet, 500 km öster om huvudstaden Jakarta.